# VM i skiskydning 2009
Verdensmesterskaberne i skiskydning 2009 var det 43. VM i skiskydning arrangeret af International Biathlon Union. Mesterskabet blev afviklet i Pyeongchang i Sydkorea i perioden 13. – 22. februar 2009. Det var første gang at VM i skiskydning afvikledes i Asien. På Alpensia Biathlon Center 756 moh, blev der blev afviklet 11 konkurrencer: fem for mænd og fem for kvinder samt en mixed stafet.
Op til mesterskabet var der fokus på en dopingsag fra World Cup-løbene i Östersund i december 2008. Tre russiske skiskytter havde ved den lejlighed afleveret dopingprøver, som var blevet testet positive. Umiddelbart inden VM forelå resultaterne af B-prøverne, som også var positive, og dermed blev skiskytterne udelukket fra VM. De tre atleter var Jekaterina Jurjeva og Albina Akhatova, som lå på første- og sjettepladsen i kvindernes samlede World Cup-stilling, samt Dmitrij Jarosjenko.
Dagen før de første VM-konkurrencer blev værtsbyen Pyeongchang ramt af usædvanligt varmt vejr: +15 grader og regnvejr. Indtil kort før start var der tvivl om førstedagens konkurrencer kunne gennemføres, men det lykkedes arrangørerne at gøre forholdene tålelige for atleterne.

## Medaljevindere

### Mænd
| Disciplin           | Guld                                                                        | Guld      | Sølv                                                                      | Sølv      | Bronze                                                              | Bronze    |
| ------------------- | --------------------------------------------------------------------------- | --------- | ------------------------------------------------------------------------- | --------- | ------------------------------------------------------------------- | --------- |
| Sprint (10 km)      | Ole Einar Bjørndalen                                                        | 24:16,5   | Lars Berger                                                               | 24:17,7   | Halvard Hanevold                                                    | 24:29,0   |
| Jagtstart (12,5 km) | Ole Einar Bjørndalen                                                        | 31:46,7   | Maksim Tjudov                                                             | 32:28,4   | Alexander Os                                                        | 32:39,5   |
| Distance (20 km)    | Ole Einar Bjørndalen                                                        | 52:28,0   | Christoph Stephan                                                         | 52:42,1   | Jakov Fak                                                           | 52:45,1   |
| Fællesstart (15 km) | Dominik Landertinger                                                        | 38:32,5   | Christoph Sumann                                                          | 38:41,4   | Ivan Tjerezov                                                       | 37:46,4   |
| Stafet (4 × 7,5 km) | Norge Emil Hegle Svendsen Lars Berger Halvard Hanevold Ole Einar Bjørndalen | 1:08:04,1 | Østrig Daniel Mesotitsch Simon Eder Dominik Landertinger Christoph Sumann | 1:08:16,7 | Tyskland Michael Rösch Christoph Stephan Arnd Peiffer Michael Greis | 1:08:36,8 |

### Kvinder
| Disciplin             | Guld                                                                    | Guld      | Sølv                                                              | Sølv      | Bronze                                                                 | Bronze    |
| --------------------- | ----------------------------------------------------------------------- | --------- | ----------------------------------------------------------------- | --------- | ---------------------------------------------------------------------- | --------- |
| Sprint (7,5 km)       | Kati Wilhelm                                                            | 21:11,1   | Simone Hauswald                                                   | 21:21,0   | Olga Zajtseva                                                          | 21:38,2   |
| Jagtstart (10 km)     | Helena Jonsson                                                          | 34:12,3   | Kati Wilhelm                                                      | 34:30,6   | Olga Zajtseva                                                          | 34:36,4   |
| Distance (15 km)      | Kati Wilhelm                                                            | 44:03,1   | Teja Gregorin                                                     | 44:42,6   | Tora Berger                                                            | 44:49,6   |
| Fællesstart (12,5 km) | Olga Zajtseva                                                           | 34:18,3   | Anastasiya Kuzmina                                                | 34:25,8   | Helena Jonsson                                                         | 34:30,6   |
| Stafet (4 × 6 km)     | Rusland Svetlana Sleptsova Anna Buljgina Olga Medvedtseva Olga Zajtseva | 1:13:12,9 | Tyskland Martina Beck Magdalena Neuner Andrea Henkel Kati Wilhelm | 1:14:28,0 | Frankrig Marie Laure Brunet Sylvie Becaert Marie Dorin Sandrine Bailly | 1:14:40,4 |

### Mixed
| Disciplin                      | Guld                                                                       | Guld      | Sølv                                                                             | Sølv      | Bronze                                                            | Bronze    |
| ------------------------------ | -------------------------------------------------------------------------- | --------- | -------------------------------------------------------------------------------- | --------- | ----------------------------------------------------------------- | --------- |
| Stafet (2 × 6 km + 2 × 7,5 km) | Frankrig Marie Laure Brunet Sylvie Becaert Vincent Defrasne Simon Fourcade | 1:10:30,1 | Sverige Helena Jonsson Anna Carin Olofsson-Zidek David Ekholm Carl Johan Bergman | 1:10:36,3 | Tyskland Andrea Henkel Simone Hauswald Arnd Peiffer Michael Greis | 1:10:39,0 |

### Medaljetabel
| Plac. | Land      | Guld | Sølv | Bronze | Total |
| ----- | --------- | ---- | ---- | ------ | ----- |
| 1.    | Norge     | 4    | 1    | 3      | 8     |
| 2.    | Tyskland  | 2    | 4    | 2      | 8     |
| 3.    | Rusland   | 2    | 1    | 3      | 6     |
| 4.    | Østrig    | 1    | 2    | -      | 3     |
| 5.    | Sverige   | 1    | 1    | 1      | 3     |
| 6.    | Frankrig  | 1    | -    | 1      | 2     |
| 7.    | Slovenien | -    | 1    | -      | 1     |
|       | Slovakiet | -    | 1    | -      | 1     |
| 9.    | Kroatien  | -    | -    | 1      | 1     |

## Detaljerede resultater

### Mænd

#### Sprint (10 km)
Sprintkonkurrencen blev afviklet den 14. februar 2009 kl. 19:15 (lokal tid). Skiskytterne afviklede 2,5 + 5,0 + 2,5 km med to skydninger undervejs – én liggende og én stående. Hver forbier blev straffet med en strafrunde (SR) på ca. 150 m.
Den førende skiskytte i den samlede World Cup-stilling, nordmanden Emil Hegle Svendsen, gik glip af konkurrencen på grund af sygdom.
Ole Einar Bjørndalen vandt sin 9. VM-guldmedalje gennem tiden, foran Svendsens reserve, Lars Berger, og Halvard Hanevold.
| Plac.                     | Navn                   | SR | Tid     |
| ------------------------- | ---------------------- | -- | ------- |
| Guld                      | Ole Einar Bjørndalen   | 2  | 24:16,5 |
| Sølv                      | Lars Berger            | 2  | 24:17,7 |
| Bronze                    | Halvard Hanevold       | 0  | 24:29,0 |
| 4.                        | Alexander Os           | 1  | 24:41,1 |
| 5.                        | Maksim Tjudov          | 0  | 24:45,6 |
| 6.                        | Simon Fourcade         | 1  | 25:06,6 |
| 7.                        | Michael Greis          | 2  | 25.10,2 |
| 8.                        | Simon Eder             | 1  | 25:15,7 |
| 9.                        | Simon Hallenbarter     | 1  | 25:28,4 |
| 10.                       | Janez Maric            | 1  | 25:35,5 |
| Grønlandske deltagere     |                        |    |         |
| 104.                      | Øystein Slettemark     | 5  | 30:13,9 |
| 109.                      | Kristian Kristoffersen | 3  | 30:39,4 |
| 120 deltagere gennemførte |                        |    |         |

#### Jagtstart (12,5 km)
De 60 bedste skiskytter fra sprintkonkurrecen deltog i jagtstarten, som blev afviklet den 15. februar 2009 kl. 19:00 (lokal tid). Deltagerne startede i den rækkefølge, som de endte sprinten, med et tidshandicap svarende til det tidsrum de sluttede efter vinderen af sprinten. Skiskytterne afviklede 2,5 + 2,5 + 2,5 + 2,5 + 2,5 km med fire skydninger undervejs – to liggende og to stående. Hver forbier blev straffet med en strafrunde (SR) på ca. 150 m.
Ole Einar Bjørndalen vandt sin 10. individuelle VM-guldmedalje gennem tiden, foran Maksim Tjudov og Alexander Os. Bjørndalen og ca. 10 andre deltagere havde under løbet afveget fra den markerede løjpe og var derfor blevet tildelt en tidsstraf på 60 sekunder, hvilket oprindeligt degraderede nordmanden til tredjepladen, men Norge, Tyskland, Østrig, USA, Polen, Ukraine og Frankrig ankede denne afgørelse og fik medhold, eftersom det kunne dokumenteres, at løberne ikke havde opnået nogen tidsfordel ved at løbe forkert.
| Plac.                    | Navn                 | SR | Tid     |
| ------------------------ | -------------------- | -- | ------- |
| Guld                     | Ole Einar Bjørndalen | 4  | 31:46,7 |
| Sølv                     | Maksim Tjudov        | 3  | 32:28,4 |
| Bronze                   | Alexander Os         | 3  | 32:39,5 |
| 4.                       | Tomasz Sikora        | 3  | 33:20,1 |
| 5.                       | Lars Berger          | 8  | 33:39,6 |
| 6.                       | Halvard Hanevold     | 5  | 33:53,6 |
| 7.                       | Andrij Derjzemlja    | 4  | 33:56,5 |
| 8.                       | Martin Fourcade      | 4  | 34:07,6 |
| 9.                       | Michael Rösch        | 4  | 34:15,9 |
| 10.                      | Simon Fourcade       | 6  | 34:18,4 |
| 57 deltagere gennemførte |                      |    |         |

#### Distance (20 km)
Konkurrencen på den klassiske 20 km-distance, som er afholdt ved alle verdensmesterskaber siden det første i 1958, blev afviklet den 17. februar kl. 14:15 (lokal tid). Skiskytterne afvklede fem runder a 4 km med fire skydninger (to liggende og to stående) a 5 skud undervejs. Hver forbier blev straffet med et tidstillæg på 1 minut.
Norges Ole Einar Bjørndalen vandt sin tredje guldmedalje i træk ved dette mesterskab. Det var samtidig hans 13. VM-guld (og 32 VM-medalje) gennem tiden, hvilket var ny rekord. Endvidere var sejren hans 87. i World Cup-løb i skiskydning, og dermed slog han Ingemar Stenmarks rekord på 86 World Cup-sejre i alpint skiløb.
| Plac.                     | Navn                   | SR | Tid       |
| ------------------------- | ---------------------- | -- | --------- |
| Guld                      | Ole Einar Bjørndalen   | 3  | 52:28,0   |
| Sølv                      | Christoph Stephan      | 1  | 52:42,1   |
| Bronze                    | Jakov Fak              | 1  | 52:45,1   |
| 4.                        | Simon Fourcade         | 2  | 52:46,0   |
| 5.                        | David Ekholm           | 1  | 52:54,3   |
| 6.                        | Dominik Landertinger   | 2  | 53:04,0   |
| 7.                        | Ivan Tjerezov          | 1  | 53:05,8   |
| 8.                        | Andrij Derjzemlja      | 2  | 53:07,1   |
| 9.                        | Tomasz Sikora          | 4  | 53:12,9   |
| 10.                       | Maksim Tjudov          | 2  | 53:17,3   |
| Grønlandske deltagere     |                        |    |           |
| 97.                       | Øystein Slettemark     | 8  | 1:03:51,9 |
| 106.                      | Kristian Kristoffersen | 4  | 1:05:31,2 |
| 116 deltagere gennemførte |                        |    |           |

#### Fællesstart (15 km)
Konkurrencen med samlet start blev afviklet den 21. februar kl. 17:15 (lokal tid). De 30 deltagere startede samtidig og løb fem gange 3 km med fire skydninger undervejs. Ved hver skydning havde skytterne fem patroner til at ramme fem mål. For hver forbier blev skytten idømt en strafrunde på 150 m.
| Plac.                    | Navn                 | Str | Tid     |
| ------------------------ | -------------------- | --- | ------- |
| Guld                     | Dominik Landertinger | 3   | 38:32,5 |
| Sølv                     | Christoph Sumann     | 3   | 38:41,4 |
| Bronze                   | Ivan Tjerezov        | 2   | 38:46,4 |
| 4.                       | Ole Einar Bjørndalen | 3   | 38:53,6 |
| 5.                       | Michael Rösch        | 4   | 39:07,2 |
| 6.                       | Tomasz Sikora        | 5   | 39:09,0 |
| 7.                       | Maksim Tjudov        | 4   | 39:18,4 |
| 8.                       | Simon Eder           | 2   | 39:23,1 |
| 9.                       | Simon Fourcade       | 3   | 39:25,3 |
| 10.                      | Christian de Lorenzi | 3   | 39:26,0 |
| 29 deltagere gennemførte |                      |     |         |

#### Stafet (4 × 7,5 km)
Mændenes stafet blev afviklet den 22. februar med start kl. 19:15 (lokal tid). Hvert hold bestod af fire skiskytter, som løb én etape hver. Hver etape bestod af 3 gange 2,5 km med to skydninger undervejs (én liggende og én stående). Ved hver skydning have skytterne fem patroner til at ramme fem mål. Evt. tilbageværende mål efter de fem første skud kunne forsøges ramt med tre ekstrapatroner, som imidlertid skulle lades enkeltvis. Ikke ramte mål efter otte skud gav hver en strafrunde på 150 m.
| Plac.               | Navn                                                                          | Tid       | Str | Eks |
| ------------------- | ----------------------------------------------------------------------------- | --------- | --- | --- |
| Guld                | Norge Emil Hegle Svendsen Lars Berger Halvard Hanevold Ole Einar Bjørndalen   | 1:08:04,1 | 2   | 9   |
| Sølv                | Østrig Daniel Mesotitsch Simon Eder Dominik Landertinger Christoph Sumann     | 1:08:16,7 | 0   | 7   |
| Bronze              | Tyskland Michael Rösch Christoph Stephan Arnd Peiffer Michael Greis           | 1:08:36,8 | 0   | 10  |
| 4.                  | Frankrig Vincent Jay Vincent Defrasne Martin Fourcade Simon Fourcade          | 1:09;00,6 | 0   | 4   |
| 5.                  | Ukraine Oleksander Bilanenko Vjatjeslav Derkatj Andrij Derjzemlja Roman Pryma | 1:09:18,8 | 0   | 6   |
| 6.                  | Rusland Jevgenij Ustjugov Ivan Tjerezov Maksim Maksimov Maksim Tjudov         | 1:16:08,7 | 1   | 10  |
| 26 hold gennemførte |                                                                               |           |     |     |

### Kvinder

#### Sprint (7,5 km)
Sprintkonkurrencen blev afviklet den 14. februar 2009 kl. 16:45 (lokal tid). Skiskytterne afviklede tre gange 2,5 km med to skydninger undervejs – én liggende og én stående. Hver forbier blev straffet med en strafrunde (SR) på ca. 150 m.
| Plac.                     | Navn               | SR | Tid     |
| ------------------------- | ------------------ | -- | ------- |
| Guld                      | Kati Wilhelm       | 0  | 21:11,1 |
| Sølv                      | Simone Hauswald    | 0  | 21:21,0 |
| Bronze                    | Olga Zajtseva      | 0  | 21:38,2 |
| 4.                        | Anna Boulygina     | 0  | 22:04,4 |
| 5.                        | Helena Jonsson     | 1  | 22:05,8 |
| 6.                        | Andrea Henkel      | 2  | 22:06,1 |
| 7.                        | Anastasiya Kuzmina | 1  | 22:18,4 |
| 8.                        | Magdalena Neuner   | 3  | 22:19,6 |
| 9.                        | Olga Nazarova      | 1  | 22:37,4 |
| 10.                       | Sandrine Bailly    | 1  | 22:38,1 |
| Grønlandske deltagere     |                    |    |         |
| 88.                       | Uiloq Slettemark   | 2  | 26:37,4 |
| 108 deltagere gennemførte |                    |    |         |

#### Jagtstart (10 km)
| Plac.                    | Navn                | SR | Tid     |
| ------------------------ | ------------------- | -- | ------- |
| Guld                     | Helena Jonsson      | 2  | 34:12,3 |
| Sølv                     | Kati Wilhelm        | 6  | 34:30,6 |
| Bronze                   | Olga Zajtseva       | 6  | 34:36,4 |
| 4.                       | Kaisa Mäkäräinen    | 2  | 34:49,2 |
| 5.                       | Darja Domratjeva    | 2  | 34:51,4 |
| 6.                       | Martina Beck        | 2  | 34:59,0 |
| 7.                       | Marie Laure Brunet  | 0  | 35:07,2 |
| 8.                       | Natalia Levtjenkova | 1  | 35:27,1 |
| 9.                       | Tora Berger         | 3  | 35:28,2 |
| 10.                      | Vernika Vitkova     | 2  | 35:29,1 |
| 58 deltagere gennemførte |                     |    |         |

#### Klassisk distance (15 km)
Konkurrencen på den klassiske 15 km-distance blev afviklet den 18. februar kl. 18:15 (lokal tid). Deltagerne løb fem runder på 3 km med fire skydninger (to liggende og to stående) med hver fem skud undervejs. Hver forbier blev straffet med et tidstillæg på 1 minut.
| Plac.                     | Navn                      | Str | Tid     |
| ------------------------- | ------------------------- | --- | ------- |
| Guld                      | Kati Wilhelm              | 1   | 44:03,1 |
| Sølv                      | Teja Gregorin             | 1   | 44:42,6 |
| Bronze                    | Tora Berger               | 1   | 44:49,6 |
| 4.                        | Anna Carin Olofsson-Zidek | 2   | 45:01,7 |
| 5.                        | Veronika Vitkova          | 1   | 45:23,9 |
| 6.                        | Jelena Khrustaleva        | 0   | 45:32,4 |
| 7.                        | Eva Tofalvi               | 1   | 45:33,0 |
| 8.                        | Helena Jonsson            | 2   | 45:45,6 |
| 9.                        | Sandrine Bailly           | 0   | 45:52,5 |
| 10.                       | Andrea Henkel             | 3   | 45:54,2 |
| Grønlandsk deltager       |                           |     |         |
| 94.                       | Uiloq Slettemark          | 4   | 58:05,6 |
| 107 deltagere gennemførte |                           |     |         |

#### Fællesstart (12,5 km)
Konkurrencen i fællesstart blev afviklet den 22. februar kl. 17:00 (lokal tid). Deltagerne løb fem runder på 2,5 km med fire skydninger (to liggende og to stående) med hver fem skud undervejs. Hver forbier blev straffet med et strafrunde på ca. 150 m.
| Plac.                    | Navn               | Str | Tid     |
| ------------------------ | ------------------ | --- | ------- |
| Guld                     | Olga Zajtseva      | 2   | 34:18,3 |
| Sølv                     | Anastasiya Kuzmina | 2   | 34:25,8 |
| Bronze                   | Helena Jonsson     | 2   | 34:30,6 |
| 4.                       | Vita Semerenko     | 0   | 34:52,9 |
| 5.                       | Andrea Henkel      | 4   | 34:53,5 |
| 6.                       | Darja Domracheva   | 2   | 35:02,3 |
| 7.                       | Magdalena Neuner   | 5   | 35:08,4 |
| 8.                       | Marie Laure Brunet | 2   | 35:10,1 |
| 9.                       | Olga Medvedtseva   | 3   | 35:12,0 |
| 10.                      | Veronika Vitkova   | 2   | 35:14,7 |
| 30 deltagere gennemførte |                    |     |         |

#### Stafet (4 × 6 km)
Kvindernes stafet blev afviklet den 21. februar med start kl. 19:15 (lokal tid). Hvert hold bestod af fire skiskytter, som løb én etape hver. Hver etape bestod af 3 gange 2 km med to skydninger undervejs (én liggende og én stående). Ved hver skydning have skytterne fem patroner til at ramme fem mål. Evt. tilbageværende mål efter de fem første skud kunne forsøges ramt med tre ekstrapatroner, som imidlertid skulle lades enkeltvis. Ikke ramte mål efter otte skud gav hver en strafrunde på 150 m.
| Plac.               | Navn                                                                             | Tid       | Str | Eks |
| ------------------- | -------------------------------------------------------------------------------- | --------- | --- | --- |
| Guld                | Rusland Svetlana Sleptsova Anna Buljgina Olga Medvedtseva Olga Zajtseva          | 1:13:12,9 | 0   | 9   |
| Sølv                | Tyskland Martina Beck Magdalena Neuner Andrea Henkel Kati Wilhelm                | 1:14:28,0 | 3   | 14  |
| Bronze              | Frankrig Marie Laure Brunet Sylvie Becaert Marie Dorin Sandrine Bailly           | 1:14:40,4 | 1   | 13  |
| 4.                  | Hviderusland Ljudmila Kalintjik Darja Domratjeva Olga Nazarova Nadezjda Skardino | 1:14:54,6 | 0   | 8   |
| 5.                  | Sverige Sofia Domeij Helena Jonsson Anna Carin Olofsson-Zidek Anna Maria Nilsson | 1:15:42,8 | 2   | 11  |
| 6.                  | Polen Krystyna Palka Magdalena Gwizdon Weronika Novakowska Agnieszka Grzybek     | 1:16:08,7 | 4   | 12  |
| 22 hold gennemførte |                                                                                  |           |     |     |

### Mixed stafet (2 × 6 km + 2 × 7,5 km)
Mixed-stafetten blev afviklet den 19. februar kl. 18:00 (lokal tid). Hvert hold bestod af to kvinder og to mænd.
| Plac.               | Navn                                                                             | SR | Tid        |
| ------------------- | -------------------------------------------------------------------------------- | -- | ---------- |
| Guld                | Frankrig Marie Laure Brunet Sylvie Becaert Vincent Defrasne Simon Fourcade       | 0  | 1:10:30,08 |
| Sølv                | Sverige Helena Jonsson Anna Carin Olofsson-Zidek David Ekholm Carl Johan Bergman | 0  | 1:10:36,25 |
| Bronze              | Tyskland Andrea Henkel Simone Hauswald Arnd Peiffer Michael Greis                | 0  | 1:10:39,04 |
| 4.                  | Norge Tora Berger Anne Ingstadbjørg Lars Berger Ole Einar Bjørndalen             | 1  | 1:11:22,70 |
| 5.                  | Rusland Svetlana Sleptsova Olga Zajtseva Ivan Tjerezov Maksim Tjudov             | 0  | 1:11:39,53 |
| 6.                  | Finland Kaisa Mäkäräinen Mari Laukkanen Paavo Puurunen Timo Antila               | 0  | 1:11:43,69 |
| 20 hold gennemførte |                                                                                  |    |            |